# České katolické biblické dílo
České katolické biblické dílo je církevní právnická osoba zřízená v roce 1993, jejímž cílem je šíření znalosti Bible. Nejprve sídlila v Českých Budějovicích, od roku 2001 v Dolanech a od roku 2012 v Samotiškách. Její činnost řídí správní výbor, v němž má svého zástupce každá diecéze české a moravské církevní provincie.